# Maria Olszewska (literaturoznawczyni)
Maria Jolanta Olszewska – polska literaturoznawczyni, profesor nauk humanistycznych.

## Życiorys
W 1997 obroniła pracę doktorską pt. Człowiek w świecie Wielkiej Wojny. Próby opisu świata i ludzkiej egzystencji w polskiej prozie lat 1914-1919, której promotorem był prof. Andrzej Makowiecki, w latach 2002-2003 dwukrotnie habilitowała się. W 2011  uzyskała tytuł profesora nauk humanistycznych. Była zatrudniona na Uniwersytecie Opolskim.
Pracuje na Uniwersytecie Warszawskim.